# 도미아이정
도미아이정(일본어: 富合町)은 일본 구마모토현 중앙부에 있던 정으로 시모마시키군에 속했다. 
구마모토시와의 합병 협의가 진행되어 2007년 1월부터 몇 차례에 걸쳐 구마모토시와의 법정 협의회를 개최한 결과, 2008년 10월 6일 구마모토시에 편입되었다. 합병 후에는 구마모토시의 합병 특례구가 되어 전 지역이 구마모토시 미나미구가 되었다. 

## 지리
구마모토시의 남쪽에 위치하며, 미도리강을 사이에 두고 인접해 있다. 마을의 대부분은 구마모토 평야의 일각을 이루는 전원지대로 개울과 수로가 많은 저습지이지만, 남동부는 가리카이산 등 산림지대로 이루어져 있다. 마을 중앙을 규슈의 대동맥인 국도 3호선과 가고시마 본선이 남북으로 관통하고 있지만 합병 전까지는 역이 없었다. 또한, 규슈 신칸센의 구마모토 종합차량소가 도미아이 정내에 설치되어 있다. 

### 인접한 자치체
- 구마모토시
- 시모마시키군 조난정
- 우토시

## 역사
- 1955년 4월 1일 - 모리토미촌, 스기아이촌이 합병, 양 지자체의 한 글자씩을 조합해 이름을 붙인후 도미아이촌이 성립하였다.
- 1971년 8월 1일 - 정으로 승격해 도미아이정이 되었다.
- 2008년 10월 6일 - 구마모토시에 편입되었다.

## 재정

### 2006년도 재정
- 재정력 지수 0.39 구마모토현 지자체 평균 0.39
- 경상수지 비율 94.9
- 표준재정규모 18억8500만엔
- 인구 1인당 지방채 현재 49만1317엔(일반회계분만)
- 실질 공채비 비율 19.8% 구마모토현 시읍면 평균 15.5 18%를 초과하고 있어 기채에 대한 협의 필요
- 인구 1000명당 직원수 9.80명 구마모토현 시읍면 평균 8.33명
  - 내역 일반직원 78명(중 기능노무직 7명) 소방은 일부 사무조합 총 78명
- 마을 직원 1인당 급여 월 33만 8100엔 모든 직원 수당을 제외한 수치
  - 주 지방공무원의 수입 = 급여+직원수당 등(상여금에 해당하는 연말-근속수당, 지역수당, 부양수당 등) + 공제연금의 자기 부담금
- 마을 직원 1인당 인건비 개략치(연간) 900만8769엔
- 라스파이레스 지수 96.7 (주: 급여 부분만 비교)

## 교통
- 가장 가까운 공항은 구마모토 공항이다.
- 마을 내에 가고시마본선이 지나고 있지만, 지금까지 역이 없었다(가장 가까운 역은 가와지리역 또는 우토역이었다). 구마모토시로의 합병 후 통과하는 규슈 신칸센 차량기지 건설의 대가로 구 도미아이 정내에 신역인 도미아이역의 설치가 결정되어 2011년 3월 12일에 개업했다

### 도로
- 국도 3호선
- 국도 57호선
- 국도 218호선
- 국도 219호선

## 참고 문헌
- 角川日本地名大辞典編纂委員会, 『角川日本地名大辞典 43 熊本県』1987, 角川書店